# Daniel Mongiardo

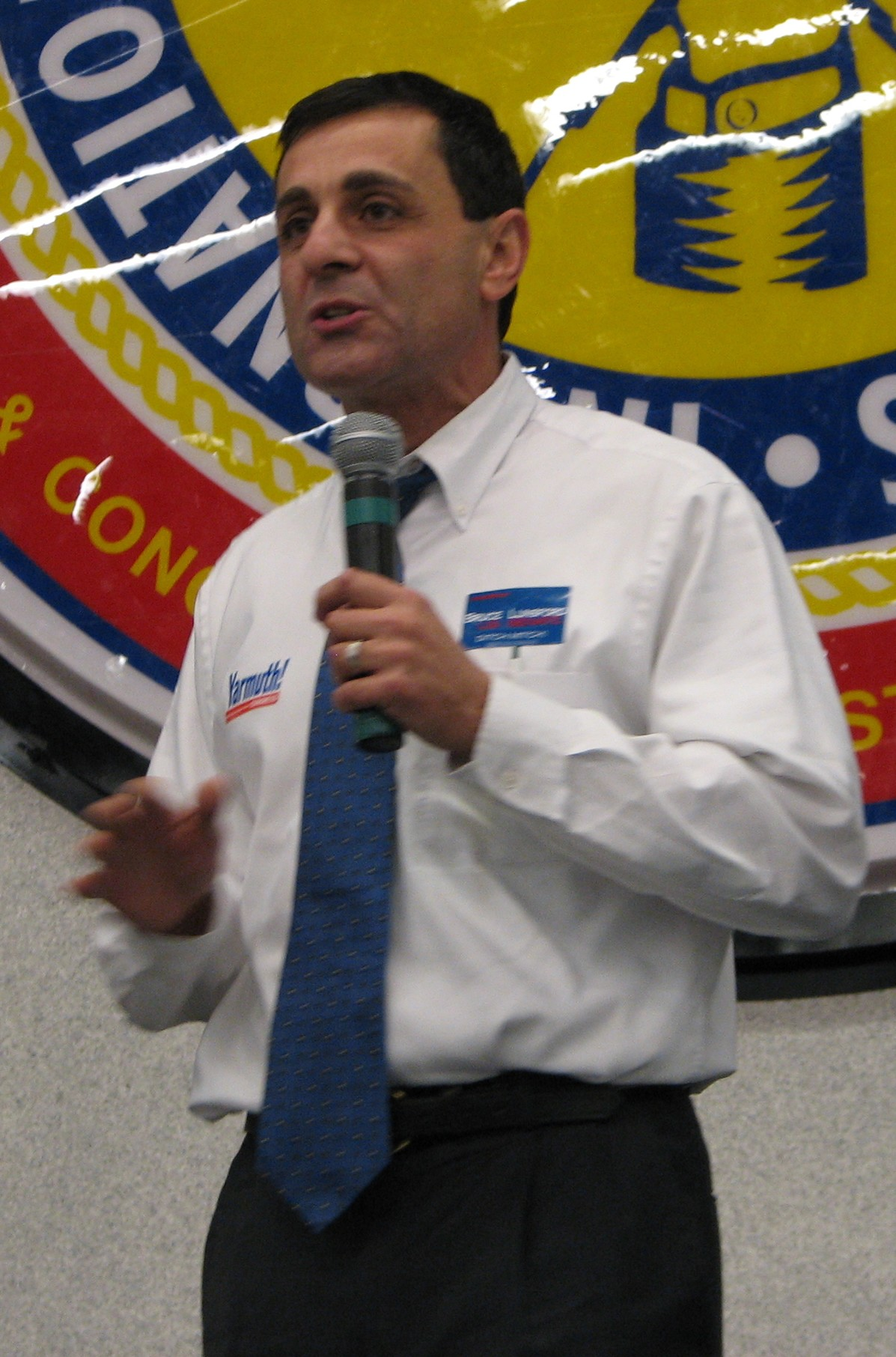
Daniel Mongiardo (2008)

Frank Daniel Mongiardo (* 4. Juli 1960 in Hazard, Perry County, Kentucky) ist ein US-amerikanischer Arzt und Politiker der Demokratischen Partei. Er war von 2007 bis 2011 Vizegouverneur von Kentucky.

## Leben
Nach dem Besuch der Hazard High School studierte Mongiardo, dessen Vorfahren aus Italien stammten, zunächst an der Transylvania University in Lexington und schloss dieses Studium mit einem Bachelor of Arts (B.A.) ab. Ein anschließendes postgraduales Studium der Medizin an der University of Kentucky beendete er mit einem Doctor of Medicine (M.D.) ab und war danach als Arzt tätig.

### Politische Laufbahn
Seine politische Laufbahn begann er als Kandidat der Demokratischen Partei, als er 2001 Mitglied des Senats von Kentucky wurde, dem er bis 2007 angehörte.

#### Wahlkampf gegen Bunning
2004 kandidierte Mongiardo, der 2003 auch Vize-Vorsitzender der Demokratischen Partei Kentuckys war, gegen den republikanischen Amtsinhaber Jim Bunning für einen Sitz im US-Senat für Kentucky (Senator Class 3). Als dabei offenbar wurde, dass Mongiardo durchaus Chancen hatte, vergriff sich Bunning deutlich in Wort- und Tonfall.
Die konfliktreiche Kontroverse geriet außer Kontrolle, als Bunning seinen italienischstämmigen Widersacher dergestalt beschrieb, dass „er an einen von Saddam Husseins Söhnen erinnere“ (“like one of Saddam Hussein's sons.”). Angesichts der großen Empörung in der Öffentlichkeit rang er sich eine Entschuldigung ab. Sein weiteres Verhalten, wie beispielsweise seine Anschuldigungen gegen Mongiardo, dass dieser Bunnings Ehefrau physisch angegriffen habe und diese dabei „grüne und blaue Flecken“ davongetragen habe, und die offensichtliche Verwendung eines Teleprompters in einer Fernsehdebatte, brachte diverse Medienwissenschaftler zu dem Schluss, Bunnings mentale und emotionale Eignung für sein Amt anzuzweifeln. Bunning standen rund vier Millionen US-Dollar für seine Kampagne zur Verfügung, während Mongiardo lediglich 600.000 $ aufzuweisen hatte. Verspätet begriff die Demokratische Partei, dass man angesichts Bunnings bizarren Verhaltens eine echte Wahlchance hatte, und stockte Mongiardos Budget mit 800.000 Dollar auf, die mehrheitlich in Werbespots investiert wurden.
Nach einer Serie von unzulässigen Wahlkampfspenden, hässlichen homophoben Attacken gegen Mongiardo sowie dem großen Stimmenvorsprung George W. Bushs bei den Präsidentschaftswahlen, gewann Bunning knapp die Wahl am 2. November 2004, was zuvor keiner der Wahlkampfanalysten für möglich gehalten hatte.

#### Vizegouverneur
2007 wurde Daniel Mongiardo schließlich Vizegouverneur von Kentucky. 2010 hatte er signalisiert, sich erneut um einen Sitz im US-Senat zu bewerben; „Running Mate“ von Gouverneur Steve Beshear wurde in der Folge Jerry Abramson, der Bürgermeister von Louisville, sein. Bei der demokratischen Vorwahl (Primary) zur Senatswahl unterlag Mongiardo jedoch dem Attorney General von Kentucky, Jack Conway, relativ knapp. Dieser wiederum verlor gegen den Republikaner Rand Paul.